# メサイヤ (ゲームブランド)
メサイヤ（MASAYA）は、株式会社エクストリーム（以下「extreme」）のコンピュータゲームブランド。メサイヤゲームス（MASAYA GAMES）という名称も使用している。
1986年（昭和61年）頃から2014年（平成26年）までは日本コンピュータシステム株式会社（Nippon Computer Systems Corp.、以下「NCS社」）がブランドを保有していた。

## 名とロゴ
「メサイヤ」というブランド名は、NCS社の創業者で当時の社長だった藤田雅也（後に代表取締役会長）の名前「マサヤ」に因み、星とペガサスが重なったメサイヤのロゴマークは藤田雅也社長が午年生まれだったことに由来する。

## 沿革

### NCS時代
NCS社は1986年（昭和61年）頃からパソコンゲームソフト業界に参入。その後、家庭用ゲーム機・PCエンジンのサードパーティーを足がかりに家庭用ゲームソフトの開発・販売事業に進出。これに先駆け、「メサイヤ」というブランドを用いはじめ、1980年代中期〜1990年代半ばにかけて、PCエンジン用を中心とするゲーム作品を数多くリリースした。この頃に製作したゲーム・『超兄貴』シリーズや『重装機兵』シリーズなどは今でもコアなゲームマニアに根強い人気を持っている。
2000年（平成12年）にワンダースワン版『超兄貴 男の魂札』と『ラングリッサー ミレニアム　THE LAST CENTURY』を最後にゲーム事業から撤退。以後、NCS社は本業であるERP、金融向け、組み込みソフトウェア、通信系システム開発事業を基本としつつ、メサイヤブランドでリリースした作品群及び「うみにん」（『改造町人シュビビンマン3 -異界のプリンセス-』の隠れキャラ）のライセンス許諾事業を行なう。この時期、メサイヤ作品の移植作はゲーム産業部門のスタッフが独立したソフトメーカー・クロスノーツ（X-nauts）から発売されていた。

### エクストリームとの提携
2007年（平成19年）、extremeはNCS社とメサイヤブランド著作物の利用について契約及び商品化権等における代理店契約を締結。以降は主にフィーチャーフォンやスマートフォン用のゲームアプリ、任天堂ゲーム機のサービス・バーチャルコンソールへメサイヤ作品を移植した。
2014年（平成26年）4月、extremeは従来のメサイヤゲームに加えてインディーズゲーム開発体（デペロッパー）の支援・新規企画・開発・プロデュースを目的としたゲームブランド“ メサイヤゲームス ”を立ち上げ、同時にSteam向けのPCゲーム『QUALIA3～multi agent～』に“メサイヤゲームス”ブランドを冠して発売。

### エクストリーム時代
同年11月、extremeはNCS社とメサイヤブランドにかかわるゲームソフトすべての著作権を譲受する契約を締結したことを発表。これにより、NCS社時代に作られたメサイヤ作品は全てextremeが著作権を保有する事になり、“メサイヤ”は完全にNCS社の手から離れた。
2015年2月、extremeはメサイヤゲームスとしては初となる、独自に製作した家庭用ゲームソフトをリリースする事を発表。同年7月、その第1弾となるニンテンドー3DS用ソフト『ラングリッサー リインカーネーション -転生-』を発売した。

## 主なゲーム作品
- Mr.バンプ（1986年）
- メイドゥム（1986年）
- エルスリードシリーズ（1987年 - 1990年、以後にラングリッサー）
  - エルスリード（1987年3月20日、PC-8801、X1、MSX、キャラクターデザイン：もとのりゆき）
    - エルスリード戦史（1988年5月、PC-9801、ユニット・魔法が大幅に増加、エリアも2つ増え海上戦もあり[6][7]、キャラクターデザイン：寺田克也）
    - ヒストリー・オブ・エルスリード（1989年3月30日、X68000）

  - ガイアの紋章（1987年6月、PC-8801、X1、MSX）
    - エルスリード戦史（1988年5月、PC-9801）
    - ガイアの紋章（1988年9月23日、PCエンジン）
    - ヒストリー・オブ・エルスリード（1989年3月30日、X68000）

  - ガイフレーム（1988年1月15日、PC-9801、X1）
    - ガイフレーム（1990年1月26日、PC-8801、PCエンジン）
- ディオーネ（1988年）
- ライトニングバッカス（1988年）
- 改造町人シュビビンマンシリーズ
  - 改造町人シュビビンマン（1989年）
  - 改造町人シュビビンマン2 -新たなる敵-（1991年）
  - 改造町人シュビビンマン3 -異界のプリンセス-（1993年）
  - 改造町人シュビビンマン零（1997年）
- ROMROMスタジアム（1989年）
- ダブルダンジョン（1989年）
- がんばれ！ゴルフボーイズ（1989年）
- 謎のマスカレード（1989年）
- エナジー（1989年）(PCゲーム「アッシュ」クエイザーソフト移植版)
- キックボール（1990年）
- 史上最大の倉庫番（1990年）
- 飛装騎兵カイザード（1990年）
- ワラビー!!（1990年）
- ソル・ビアンカ（1990年）
- らんま1/2シリーズ（1990年 - 1993年）
- ジノーグ（1991年）
- 魔物ハンター妖子シリーズ（1991 - 1993年）
- ヘッドバスター（1991年）
- ラングリッサーシリーズ（1992年 - ）
- モトローダー（1 - 2,MC）
- 超兄貴シリーズ（1992年 - ）
- バトルトードシリーズ（1992年 - ）
- 重装機兵シリーズ（1990年 - ）
  - 重装機兵レイノス（1990年）
  - 重装機兵レイノス2（1997年）
  - 重装機兵ヴァルケン（1992年）
  - 重装機兵ヴァルケン2（1999年）
- どらごんEGG!（1991年）
- エルディス（1991年）
- ヘッドバスター（1991年）
- アフターバースト（1991年）
- スタークルーザー（1991年、メガドライブ版）
- CYBER CITY OEDO 808 獣の属性（1991年）
- ジノーグ（1991年）
- 超時空要塞マクロス2036（1992年）
- 超時空要塞マクロス 永遠のラヴソング（1992年）
- ソーサルキングダム（1992年）
- ダブルムーン伝説（1992年10月30日）
- グレイランサー（英語版）（1993年）
- プリンス・オブ・ペルシャ（1993年）(SFC、GB)
- ヴィクセン357（1993年）
- 全日本プロレスシリーズ（1993 – 1995年）
- パワー オブ ザ ハイアードシリーズ（1994年）
- リングにかけろ（1998年）
- ドリーム・ジェネレーション 〜恋か? 仕事か!?…〜（1998年）
- アルバレアの乙女 麗しの聖騎士たち（1999年）